# Stari Dvor
Stari Dvor – wieś w Słowenii, w gminie Radeče. W 2018 roku liczyła 64 mieszkańców.